# مسجد نيونو الكبير
مسجد نيونو الكبير (بالفرنسية: Grande Mosquée du Vendredi de Niono)، يقع في مدينة نيونو في منطقة سيغو بجنوب مالي، هو مسجد ذو أهمية معمارية مبنى على الطراز المعماري السوداني الساحلي، مصنوع في الغالب من الطوب اللبن وخشب النخيل والملاط الطيني.

## الوصف
تم بناء المسجد لأول مرة في عام 1948 من قبل فريق من البنائين الأصليين في جينيه بقيادة لاسيني مينتا لاستيعاب العدد المتزايد من سكان نيونو.
تم إجراء بعض التوسعات الرئيسية، آخرها تم الانتهاء منه في عام 1973.
تبلغ مساحته اليوم 1800 متر مربع، ويضم غرفة رئيسية تبلغ مساحتها 658 مترًا مربعًا ومصلى للنساء يمتد على طابقين. وله مئذنة رئيسية عند المدخل الغربي وثلاث مآذن إضافية في الطرف الشرقي على طول جدار القبلة. يتميز المسجد بتصميم أعمدة يبلغ إجمالي عدد أعمدته 68 عمودًا في الداخل.

## الشهرة
يعتبر الأكثر شهرة عالميًا في مدينة نيونو، حيث حصل على جائزة الآغا خان للعمارة عام 1983.

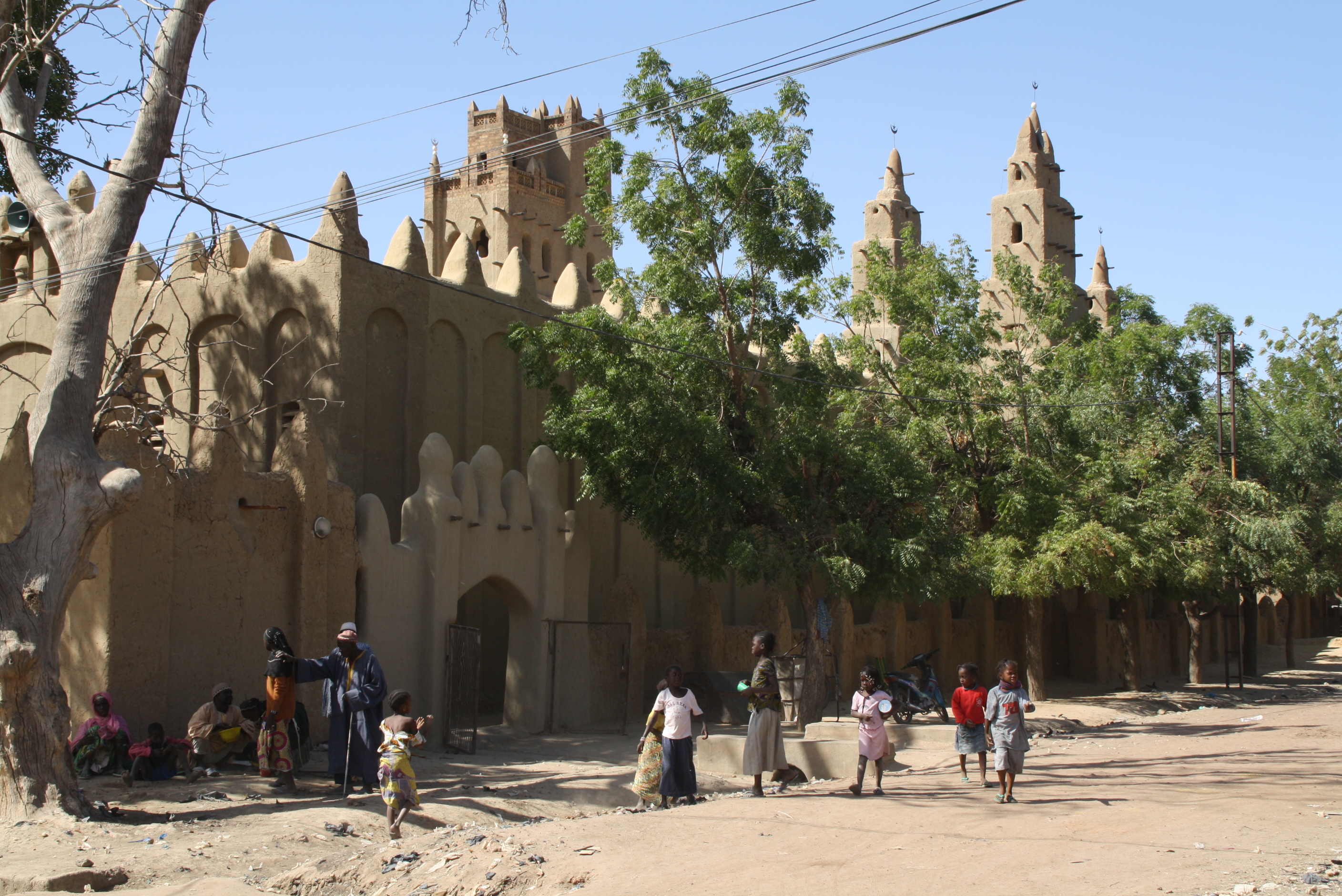
مسجد نيونو الكبير في مالي

تمت إضافة هذا الموقع إلى قائمة اليونسكو للتراث العالمي في 19 مارس 2009 .